# Graham Vigrass
Graham Vigrass est un joueur canadien de volley-ball né le 17 juin 1989 à Calgary (Alberta). Il mesure 2,05 m et joue central. Il totalise 10 sélections en équipe du Canada.
En juillet 2016, il est sélectionné pour représenter le Canada aux Jeux olympiques d'été de Rio.

## Biographie
Graham Vigrass, fils de Richard et Sandy Vigrass, est né à Calgary, dans la province canadienne de l'Alberta. Son oncle, Don Saxton, a joué dans l'équipe canadienne de volleyball aux Jeux olympiques d'été de 1984, et son cousin, Ben Saxton, a joué au beach-volley aux Jeux olympiques d'été de 2016. Graham a commencé à jouer au volleyball à l'âge de 13 ans et a joué pour le Canuck Volleyball Club pendant ses années de lycée.

## Carrière
Graham a commencé sa carrière lors de ses études post-secondaire en rejoignant les Dinos de l'Université de Calgary. Il a été décisif en menant son équipe en finale du championnat national universitaire en 2010 qu'il remporta, en plus d'être nommé meilleur joueur de la saison cette même année 2010 puis de nouveau en 2011. Graham a ensuite rejoint lors de la saison 2012-2013 au Centre national d'entraînement du Team Canada à Gatineau. Après quelques mois au Québec, il s'engage avec le club français de l'Arago de Sète pour la saison 2013-2014. On le retrouve ensuite en Afrique du Nord la saison suivante, où il aide l'Étoile Sportive du Sahel à remporter la coupe de Tunisie. Glenn Hoag, qui est à la fois sélectionneur du Canada et entraîneur d'Arkas SK, le recrute à l'été 2015 pour prendre part au championnat de Turquie. Sa saison 2015-2016 chez les smyrniote s'achève sur une décevante 3e place pour le champion en titre. Graham Vigrass part ensuite en direction de l'Allemagne, et intègre l'effectif du Berlin RV, retrouvant par la même occasion son compatriote Steven Marshall.

## Clubs
| Club            | De        | À         |
| --------------- | --------- | --------- |
| Team Canada     | 2012-2013 | ...       |
| Arago de Sète   | 2013-2014 | 2014-2015 |
| Étoile du Sahel | 2014-2015 | 2014-2015 |
| Arkas SK        | 2015-2016 | 2015-2016 |
| Berlin RV       | 2016-2017 | 2017-2018 |
| ONICO Varsovie  | 2018-     |           |

## Palmarès

### En sélection
- Championnat d'Amérique du Nord
  - Finaliste : 2013

### En club
- Championnat de Tunisie
  - Finaliste : 2015
- Coupe de Tunisie
  - Vainqueur : 2015
- Championnat d'Allemagne
  - Vainqueur : 2017, 2018

### Distinctions individuelles
2017 : meilleur central de la Ligue mondiale